# Zierspark
Der Zierspark (Telephium imperati) ist eine Pflanzenart aus der Gattung Telephium innerhalb der Familie der Nelkengewächse (Caryophyllaceae).

## Beschreibung

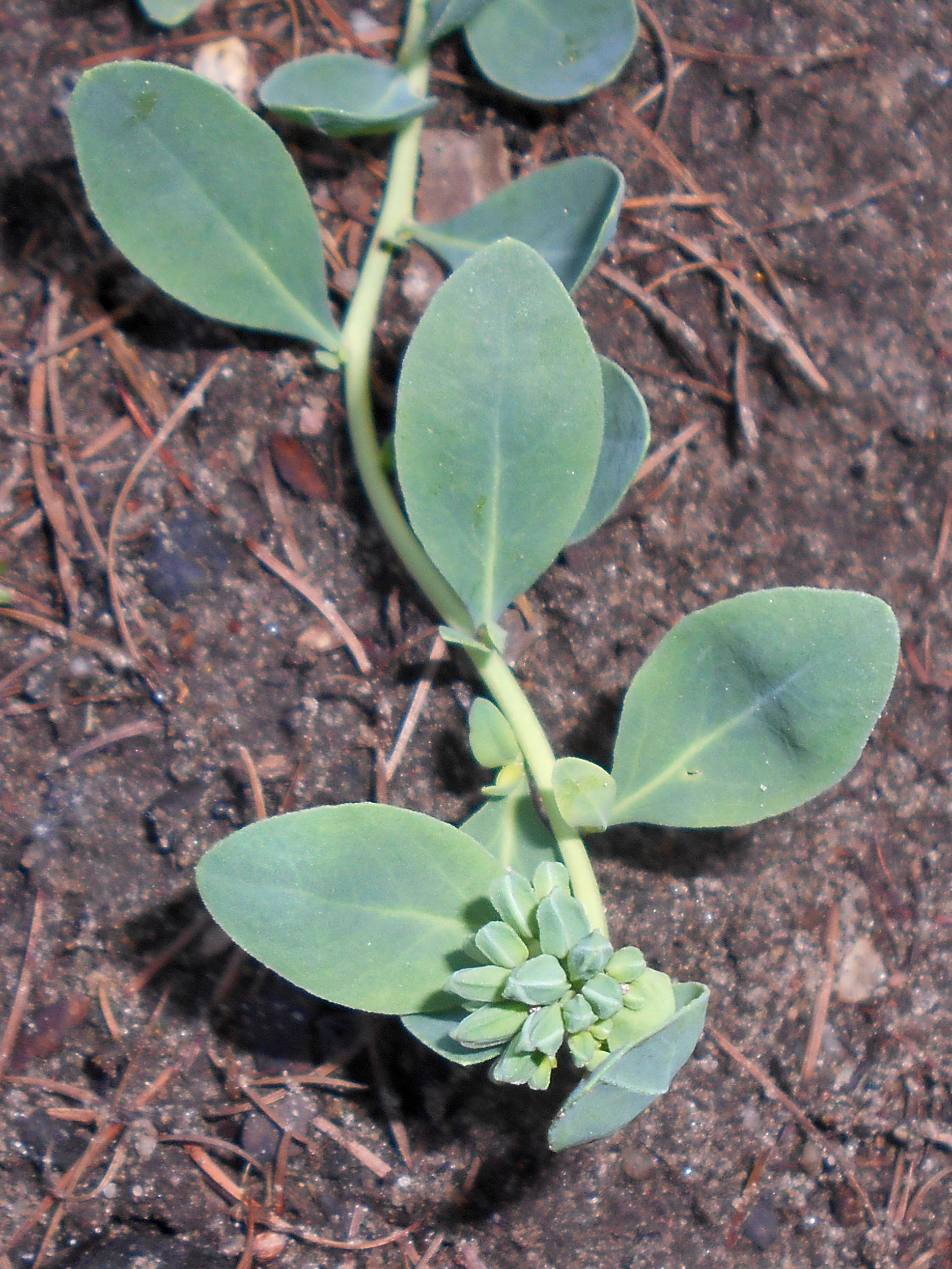
Stängel mit Laubblättern

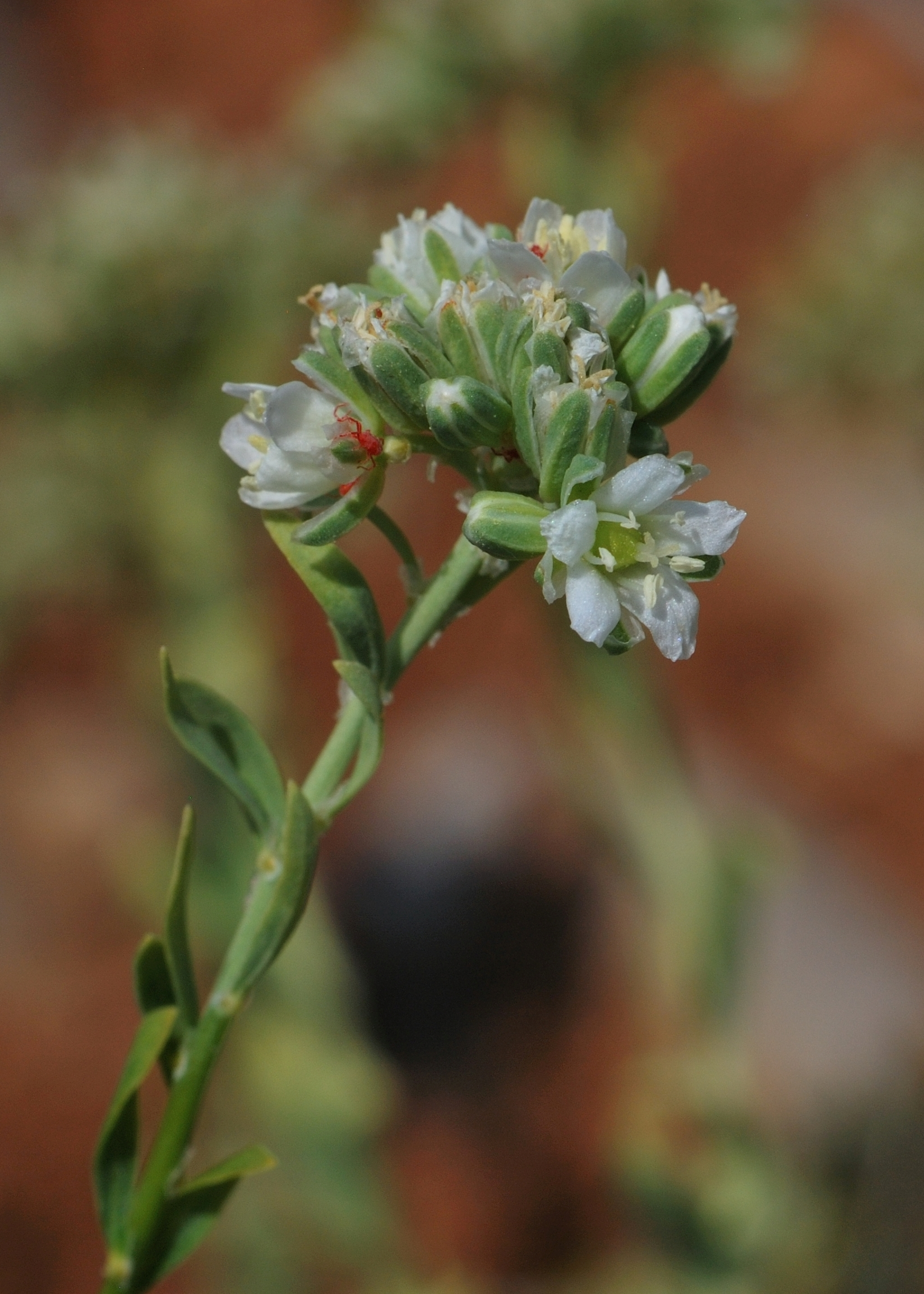
Blütenstand

### Vegetative Merkmale
Der Zierspark ist eine ausgebreitete, niederliegende und ausdauernde Pflanze mit verholzter Grundachse. Die zahlreichen Stängel sind 15 bis 30 Zentimeter lang mit rundem Querschnitt und manchmal rot überlaufen.
Die wechselständig am Stängel angeordneten Laubblätter sind am Grund in einen kurzen Stiel verschmälert und bis 13 Millimeter lang. Die Laubblätter sind meergrün, verkehrt-eiförmig mit stumpfem oberen Ende und etwas fleischig mit kräftiger Mittelrippe. Die Nebenblätter sind relativ klein und trockenhäutig.

### Generative Merkmale
Die Blütezeit reicht Juni bis Juli. Die endständigen und mehr oder weniger dicht trugdoldigen Blütenstände enthalten kurz gestielte Blüten.
Die zwittrigen Blüten sind fünfzählig. Die fünf Kelchblätter sind bei einer Länge von 3 bis 3,5 Millimetern länglich bis länglich-lanzettlich und mit weißem Hautrand. Die fünf weißen Kronblätter sind so lang oder wenig länger als die Kelchblätter. Die fünf Staubblätter sind so lang wie die Kronblätter und wechseln mit diesen ab und sind an ihrer Basis zu einem schmalen häutigen Ring vereinigt. Die Staubbeutel sind gelb. Der Fruchtknoten ist kegelförmig und am Grund unvollkommen drei- bis vierfächerig. Die meist drei oder selten vier Griffel sind frei, fädlich und abstehend-zurückgekrümmt.
Die Kapselfrucht ist drei- bis vierklappig und jede Fruchtklappe trägt am Grund die unvollständige Scheidewand. Die Samen sind kugelig-nierenförmig.

## Vorkommen
Telephium imperati kommt von Marokko bis Tunesien und von Spanien bis Pakistan vor. In Mitteleuropa kommt er nur in der Schweiz im Kanton Wallis und in Norditalien in Südtirol vor.
Er gedeiht in Südtirol in Trockenrasen-Gesellschaften der Ordnung Festucetalia valesiacae. In der Schweiz kommt er in Pflanzengesellschaften der inneralpinen Felsensteppe (Stipo-Poion) vor. In der Schweiz steigt Telephium imperati bis in eine Höhenlage von 1500 Meter auf. Die ökologischen Zeigerwerte nach Landolt et al. 2010 sind in der Schweiz: Feuchtezahl F = 1 (sehr trocken), Lichtzahl L = 4 (hell), Reaktionszahl R = 3 (schwach sauer bis neutral), Temperaturzahl T = 4+ (warm-kollin), Nährstoffzahl N = 2 (nährstoffarm), Kontinentalitätszahl K = 5 (kontinental).

## Systematik
Die Erstveröffentlichung von Telephium imperati erfolgte 1753 durch Carl von Linné in Species Plantarum, Tomus 1, Seite 271. Das Artepitheton imperati ehrt den italienischen Naturforscher Ferrante Imperato (1550–1625).
Je nach Autor gibt es mehrere Unterarten:
- Telephium imperati L. subsp. imperati: Sie kommt von Spanien bis Italien und von Marokko bis Tunesien vor.[3]
- Telephium imperati subsp. orientale (Boiss.) Nyman: Sie kommt vom östlichen Mittelmeerraum bis Pakistan vor.
- Telephium imperati subsp. pauciflorum (Greuter) Greuter & Burdet: Dieser Endemit kommt nur auf Kreta vor.[3]